# 军法执行总监部
军法执行总监部，是抗日战争时期依《战时军律》设立的军队纪律及军法审判与执行机构，并指挥宪兵部队、审理将级人员违法案件。隶属于国民政府军事委员会。

## 历史
1937年9月8日在军事委员会军法处、军政部军法司、海军部军法司基础上设立。与军政部、军令部、军事委员会政治部等部门平级。
1939年10月21日军事委员会公布《修正战时军律》，规定弃守、退却、抗命、投降等十二种行为处死刑，配合1938年2月25日军事委员会颁布的《国军抗战连坐法》施行。抗战后期，为提高抗战连坐法的执行效率，军事委员会又颁布了蒋介石手启的《国军抗战连坐法补充各点》赋予各级军官直接处置下级的生杀大权，只需报请上级核准，而不必经过军法审判。军法执行部门还可对非军职人员违犯《戒严法》《妨害兵役治罪条例》等罪行实施军法审判。
抗战期间，据不完全统计军法处决27名将军，其中上将职1人、中将职14人、少将职12人。27人中三分之一是黄埔生。其中，有11人是作战失利、丢失阵地等军事作战罪名，另有6人是“贪污走私”、4人是“投敌”、“谋反”，其余6人则分属破坏抗战、玩忽职守甚至买凶杀人等普通刑事罪名。级别最高的是出身于西北军的集团军总司令韩复榘、石右三。第一位被军法枪决的将领是1937年10月2日对晋绥军第六十一军中将军长李服膺（保定军校出身），因在阳高、天镇“临阵脱逃”在太原大教场刑场枪决。1937年10月30日，桂系第171师第513旅少将旅长高仰如在淞沪战场临阵脱逃被枪决。1938年6月27日，电雷学校中将教育长欧阳格（中央海军嫡系）因丢失马当要塞被羁押，1938年12月被保释出狱，1940年8月20日以“贪污、潜逃”的罪名在重庆被枪决，成为期唯一被军法处决的海军将领。1944年豫湘桂会战军法处决了三名将军——第四军中将军长张德能、第九十三军中将军长陈牧农、第97师少将师长傅维藩，是抗战期间最后一批因作战不利被执行军法的将军。
1945年12月1日，军政部恢复军法司，军法执行总监部结束。1946年5月设立國防部軍法司，1948年扩编成國防部軍法局，并成立上海、沈阳、天津、徐州、广州5个军法区。
| 姓名   | 军衔 | 职务                                                |
| ------ | ---- | --------------------------------------------------- |
| 韩复榘 | 上将 | 第五战区副司令长官、山东省政府主席、第3集团军总司令 |
| 石友三 | 中将 | 冀察战区副总司令、第39集团军总司令                  |
| 程泽润 | 中将 | 军政部兵役署署长                                    |
| 张德能 | 中将 | 第4军军长                                           |
| 李服膺 | 中将 | 第61军军长                                          |
| 陈牧农 | 中将 | 第93军军长                                          |
| 檀自新 | 中将 | 骑兵第4军军长                                       |
| 段朗如 | 中将 | 第79师师长                                          |
| 龙慕韩 | 中将 | 第88师师长                                          |
| 薛蔚英 | 中将 | 第167师师长                                         |
| 石友信 | 中将 | 第69军教导师师长                                    |
| 欧阳格 | 中将 | 电雷学校教育长                                      |
| 王皞南 | 中将 | 宁波防守司令部司令                                  |
| 蔡继伦 | 中将 | 宜昌警备司令部司令                                  |
| 邢震南 | 中将 | 浙江省第3区督察专员、浙江省第3区保安司令            |
| 胡启儒 | 少将 | 贵兴师管区司令                                      |
| 梅春华 | 少将 | 第18军参谋长                                        |
| 廖龄奇 | 少将 | 第58师师长                                          |
| 刘墉之 | 少将 | 第70师师长                                          |
| 傅维藩 | 少将 | 第97师师长                                          |
| 及绍岚 | 少将 | 骑兵第10师副师长                                    |
| 钟有德 | 少将 | 暂编第38师师长                                      |
| 杨根深 | 少将 | 鲁苏豫皖边区挺进17纵队司令                          |
| 酆悌   | 少将 | 长沙警备司令部司令                                  |
| 高仰如 | 少将 | 第171师第513旅旅长                                  |
| 赵理君 | 少将 | 军事委员会华北督导团副团长                          |
| 张超   | 少将 | 军事委员会调查统计局闽北站站长                      |

## 内设机构
- 总务组
- 审判组
- 督察组置督察官十五至三十人，分赴战区巡迴督察。
- 执法总队：派遣至各战区战场执法。

各战区设军法执行监部。在重要地点设分监部。西北军事运输監部。铁道运输分监。郑州分监。全国军事运输军法执行监。
各战区军法监依法应由总监部任命，但如果不容于战区司令长官则无法立足。因此，1943年7月第七战区军法监朱耀华辞职，第七战区司令长官余汉谋及主要将领多为粤人，又多为保定军校毕业，军法监须满足“粤系”和“保定系”两个条件才便于开展工作，最后选了保定六期毕业，曾与粤系要人共事的湖北人张刚，才获第七战区同意。1945年初，中国远征军军法执行监与总司令卫立煌不和，被迫去职，总监部任命既是卫立煌的合肥同乡又是陆军大学同学的严武为远征军军法执行监，方才得以落脚。

## 历任领导
- 上将总监
  - 唐生智 1937.9.8-1938.2.9
  - 鹿钟麟 1938.2.9-1938.6.14
  - 何成浚 1938.6.14
- 中将副监
  - 王懋功
  - 秦德纯（1940年12月）
  - 朱怀冰
- 中将副监兼宪兵司令
  - 谷正伦 1937.9.8-1940.11.30
  - 贺国光1941.1.1-1943.3.15
  - 张镇 1943.3.15-1945.10.2
- 高级军法官
  - 錢國成